# Engklaseskærm
Engklaseskærm (Oenanthe lachenalii), ofte skrevet eng-klaseskærm, er en flerårig plante i skærmplante-familien. Det er en 30-100 centimeter høj urt med en fågrenet stængel. De øvre blade er 1-2 gange fjersnitdelte med linje-lancetformede afsnit. De tidligt visnende nedre blade er 2-3 gange fjersnitdelte med ægformede afsnit. Blomsterne sidder i dobbeltskærme. Storsvøbet har 3-6 smalle, ulige lange blade, mens småsvøbet har 5-8 blade.
I Danmark findes engklaseskærm hist og her på Sydfyn, Sydsjælland og ved Limfjorden på strandenge og i strandrørsumpe eller sjældnere i kystnære rigkær. Den blomstrer i juli og august.